# Neoscombrops cynodon
Neoscombrops cynodon är en fiskart som först beskrevs av Regan 1921.  Neoscombrops cynodon ingår i släktet Neoscombrops och familjen Acropomatidae. Inga underarter finns listade i Catalogue of Life.